# Luca Antonelli
Luca Antonelli (ur. 11 lutego 1987 w Monzy) – włoski piłkarz, który występował na pozycji obrońcy. W latach 2010–2016 reprezentant Włoch. 
Syn byłego włoskiego piłkarza, Roberto Antonelliego.

## Kariera klubowa
Luca Antonelli swoją piłkarską karierę rozpoczynał już w wieku siedmiu lat, kiedy to trafił do szkółki juniorów AC Monza ze swojego rodzinnego miasta. Następnie trenował z młodzieżowymi drużynami AC Milan, a później z Primaverą, czyli najstarszą grupą juniorską.
W 2006 Antonelli dołączył do dorosłej ekipy "Rossonerich". Zadebiutował w niej 8 listopada tego samego roku w meczu przeciwko Brescii Calcio w ramach rozgrywek o Puchar Włoch, kiedy to w przerwie spotkania zmienił Matteo Lunatiego. Z powodu kontuzji kilku zawodników z podstawowej kadry Antonelli zasiadał na ławce rezerwowych w meczach Serie A z Empoli FC i Messiną oraz spotkaniu Ligi Mistrzów przeciwko AEK-owi Ateny. W rozgrywkach włoskiej ligi Antonelli zadebiutował 23 grudnia w wygranym 3:0 pojedynku z Udinese Calcio, kiedy to w przerwie meczu zmienił Clarence'a Seedorfa.
Latem 2007 Włoch został wypożyczony do Bari, a w styczniu 2008 roku na tej samej zasadzie przeszedł do Parmy. W czerwcu działacze drużyny "Gialloblu" wykupili połowę praw do karty Antonelliego. 1 lipca 2009 oficjalna strona Milanu poinformowała, że Włoch stał się pełnoprawnym zawodnikiem Parmy, która zdecydowała się na transfer definitywny piłkarza. 10 kwietnia 2010 w zwycięskim 3:2 wyjazdowym meczu z SSC Napoli zdobył swoją pierwszą bramkę w Serie A.
W 2011 roku Antonelli przeszedł do Genoi. Po 4 latach w klubie za kwotę 4,5 mln euro powrócił do swojego pierwszego seniorskiego klubu.
Po powrocie do A.C Milanu spędził 3 lata rozegrał 53 ligowe spotkania w których strzelił 4 bramki i zaliczył dwie asysty.
W 2018 roku przeszedł do włoskiego Empoli. 5 października 2020 roku rozwiązał kontrakt z klubem.
17 lutego 2021 roku opuścił Europę i przeszedł do amerykańskiego klubu Miami FC. 
10 listopada 2022 roku zakończył piłkarską karierę.

## Kariera reprezentacyjna
Antonelli ma za sobą występy w młodzieżowych reprezentacjach Włoch do lat 19 oraz 20, dla których rozegrał po jednym meczu. W zespole U-19 zadebiutował 14 grudnia 2005 w przegranym 1:2 spotkaniu z Turcją, natomiast w drużynie U-20 wystąpił 14 listopada 2007 podczas wygranego 3:0 pojedynku przeciwko Szwajcarii i zdobył wówczas jedną z bramek. W seniorskiej reprezentacji Włoch zadebiutował 3 września 2010 w zwycięskim 2:1 pierwszym meczu eliminacji do Euro 2012 z Estonią. W 80. minucie zmienił wówczas Antonio Cassano.
Łącznie rozegrał 13 meczów reprezentacyjnych.

## Sukcesy

### AC Milan
- Liga Mistrzów: 2006/07
- Superpuchar Włoch: 2016/17
- Uczestnik Ligi Europejskiej: 2017/18

### Parma
- Serie B: 2008/09